# Niqueltsumcorita
La niqueltsumcorita és un mineral de la classe dels fosfats, que pertany al grup de la tsumcorita. Rep el nom com a anàleg de níquel de la tsumcorita i la cobalttsumcorita.

## Característiques
La niqueltsumcorita és un arsenat de fórmula química PbNiFe³⁺(AsO₄)₂(OH)(H₂O). Va ser aprovada com a espècie vàlida per l'Associació Mineralògica Internacional l'any 2013. Cristal·litza en el sistema monoclínic.

## Formació i jaciments
Va ser descoberta a la mina Km-3 del districte miner de Làurion, a la prefectura d'Àtica (Grècia). També ha estat descrita a la mina Clara, a Oberwolfach (Baden-Württemberg, Alemanya). Aquests dos indrets són els únics de tot el planeta on ha estat descrita aquesta espècie mineral.